# Euplexia muscosa
Euplexia muscosa là một loài bướm đêm trong họ Noctuidae.